# Chiesa di San Francesco d'Assisi (Santa Cruz de Tenerife)
Iglesia de San Francisco de Asís (Chiesa di San Francesco d'Assisi) è una chiesa di culto cattolico nella città di Santa Cruz de Tenerife (Isole Canarie, Spagna). Questo tempio era in origine un convento francescano ed è la seconda chiesa più importante della città di Santa Cruz de Tenerife, dopo la Chiesa della Concezione.
La chiesa conserva tre cappelle: la cappella maggiore, la cappella della Virgen del Retiro, e la cappella del Señor de las Tribulaciones (Signore delle Tribolazioni). Conserva anche alcune pale d'altare, l'altare maggiore sono le immagini di San Francesco d'Assisi, la Immacolata Concezione e San Domenico.
Vi si trovano anche rappresentazioni di Santa Rita da Cascia (è un'immagine molto venerata in tutta la città e l'isola), San Antonio di Padova e del Signore delle Tribolazioni. Questa immagine, rappresentazione dell'Ecce Homo, è fatta di tessuti incollati. Divenne famosa in seguito al miracolo che salvò la città da un'epidemia nel 1893. È anche salutata con il titolo di "Signore di Santa Cruz" (Señor de Santa Cruz), perché è una delle immagini più amate della città.

## Galleria d'immagini

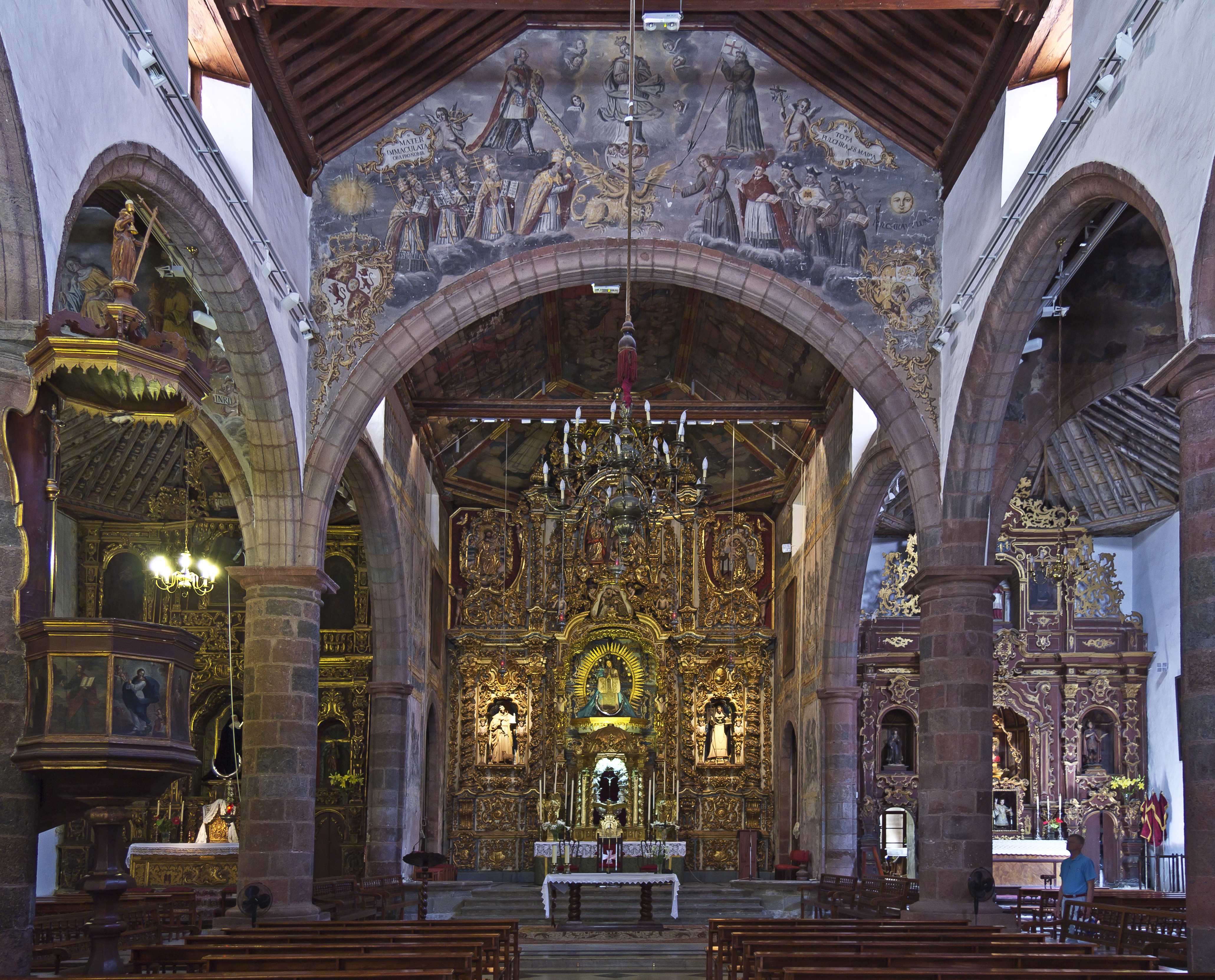
All'interno della chiesa.
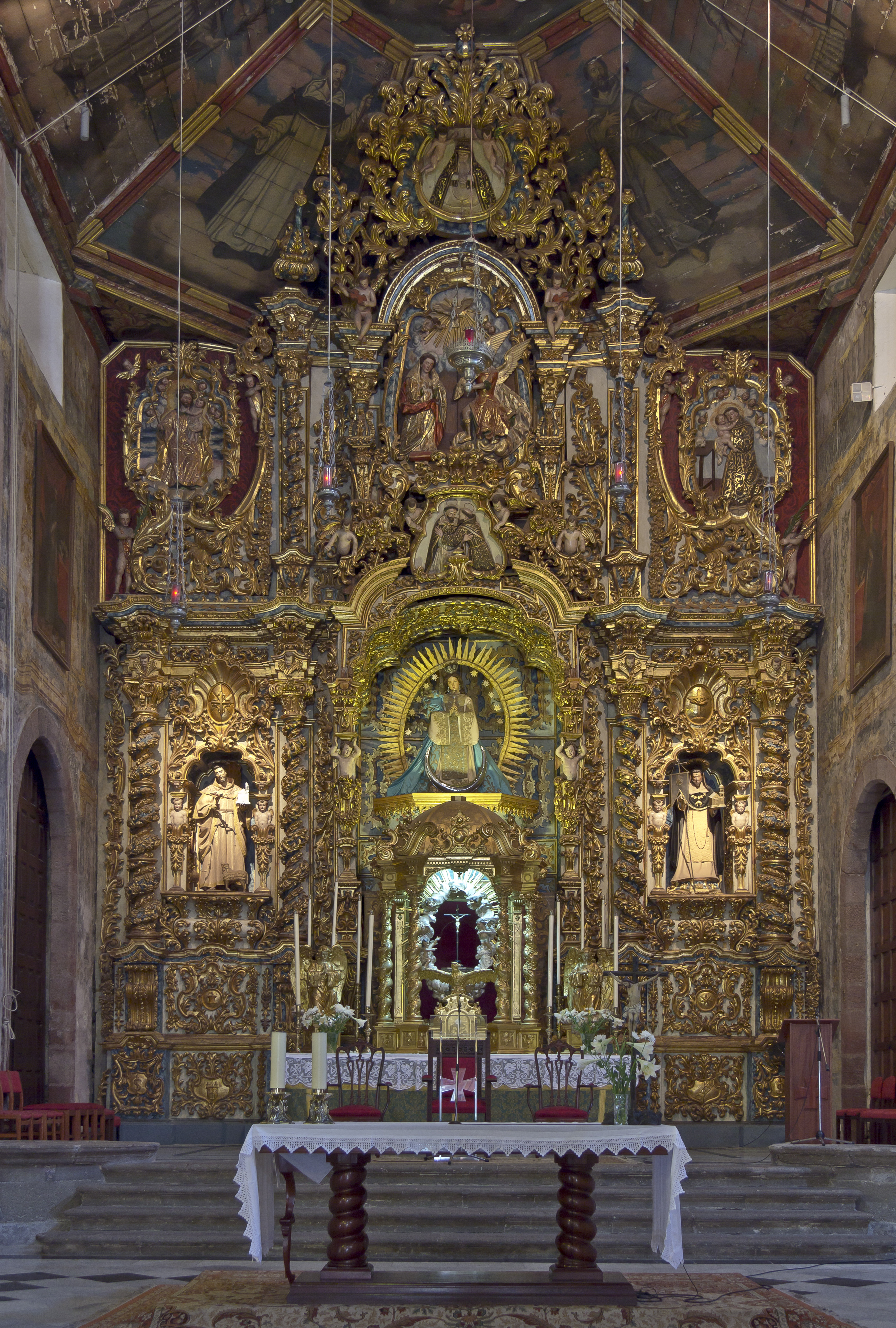
Altare maggiore.
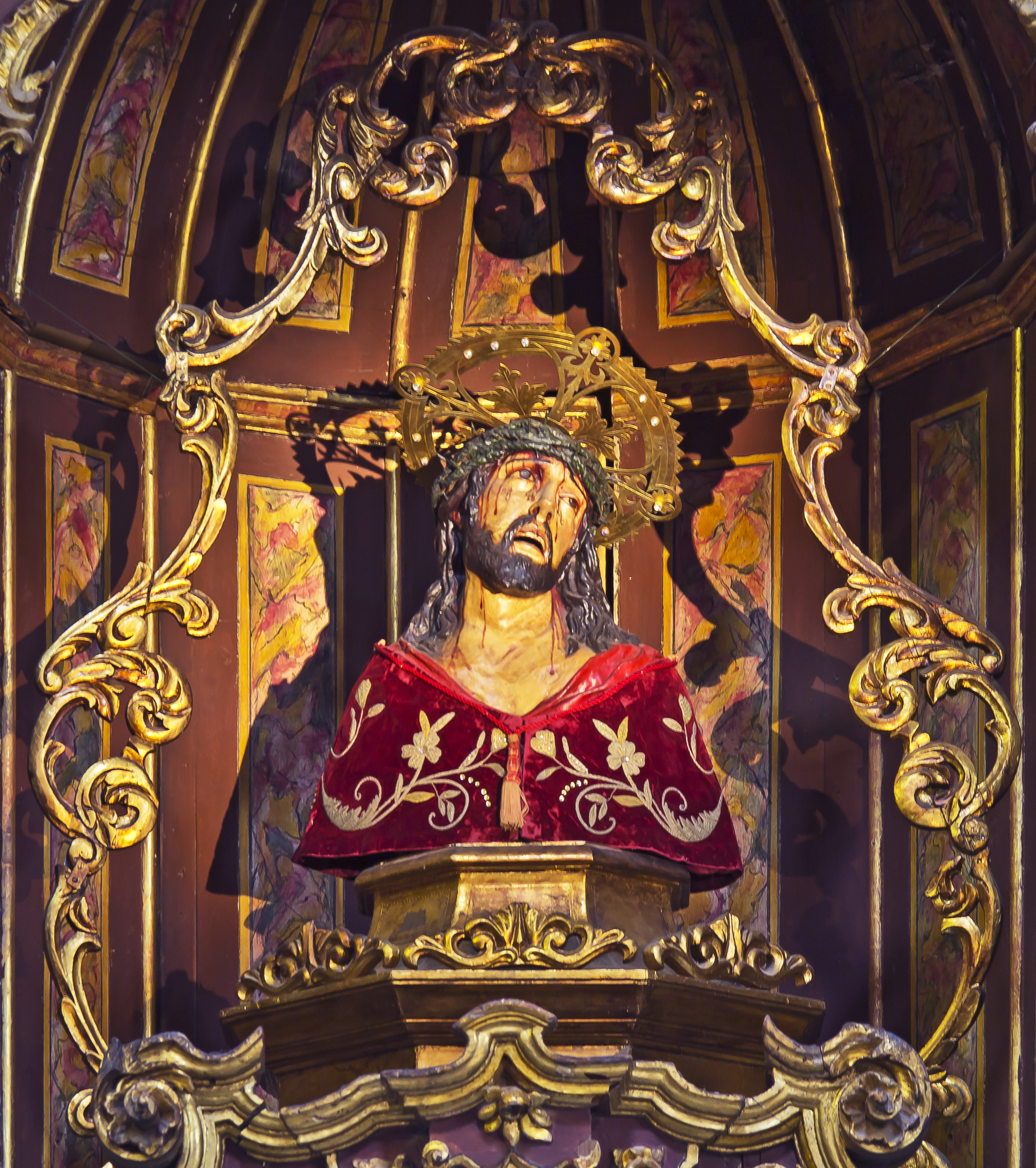
Signore delle Tribolazioni, venerato in questa chiesa.
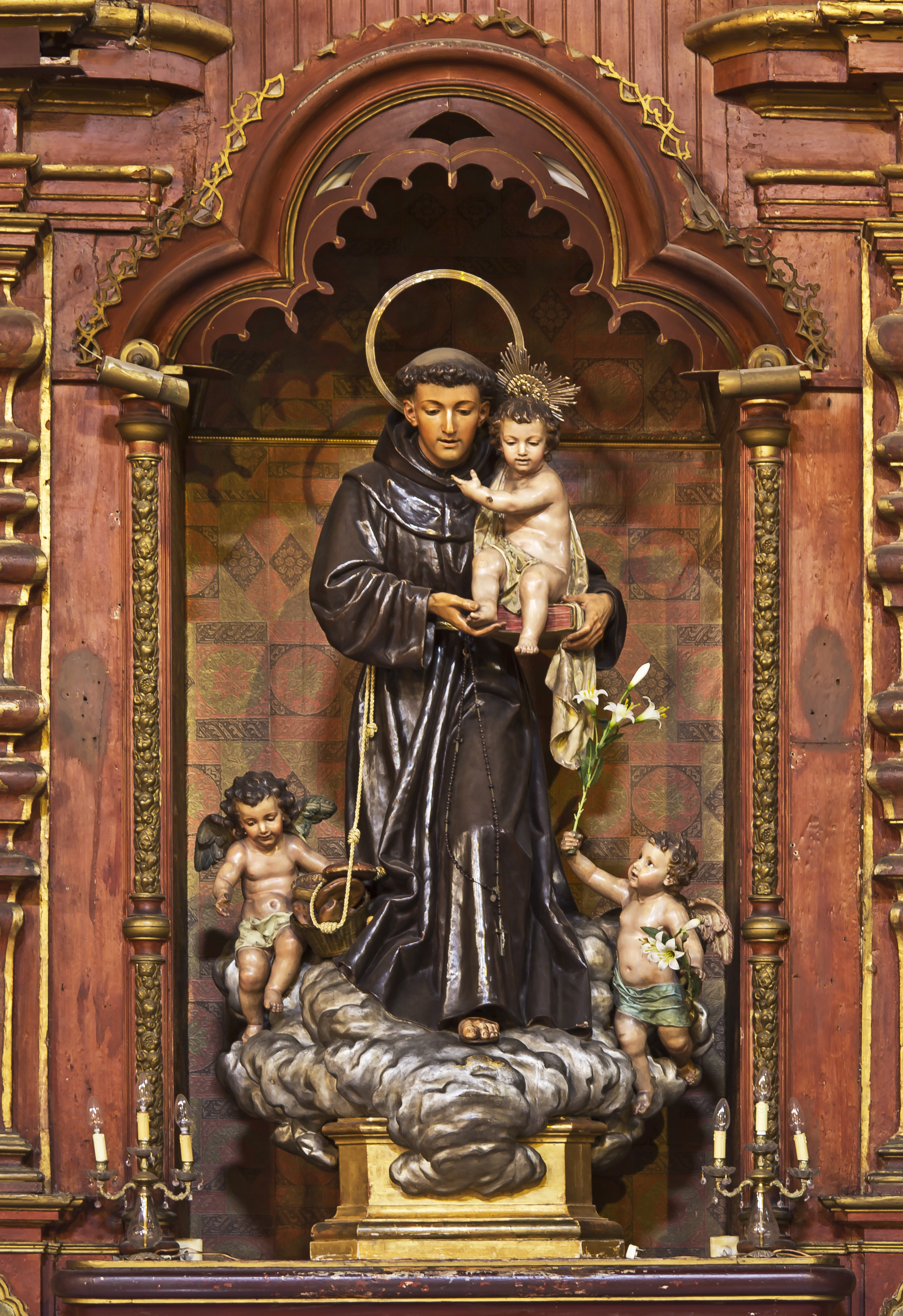
Sant'Antonio di Padova.
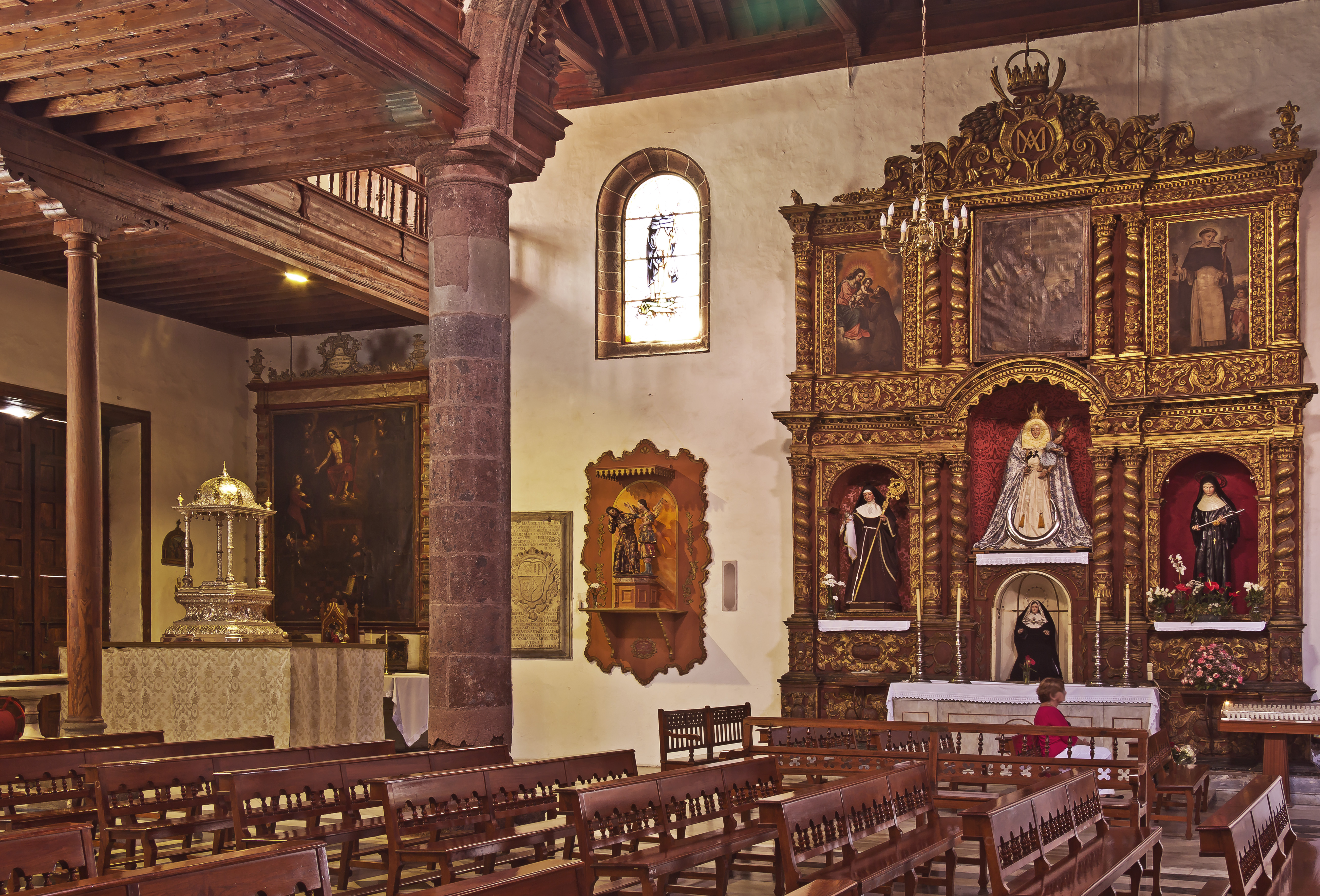
Nave laterale del tempio.
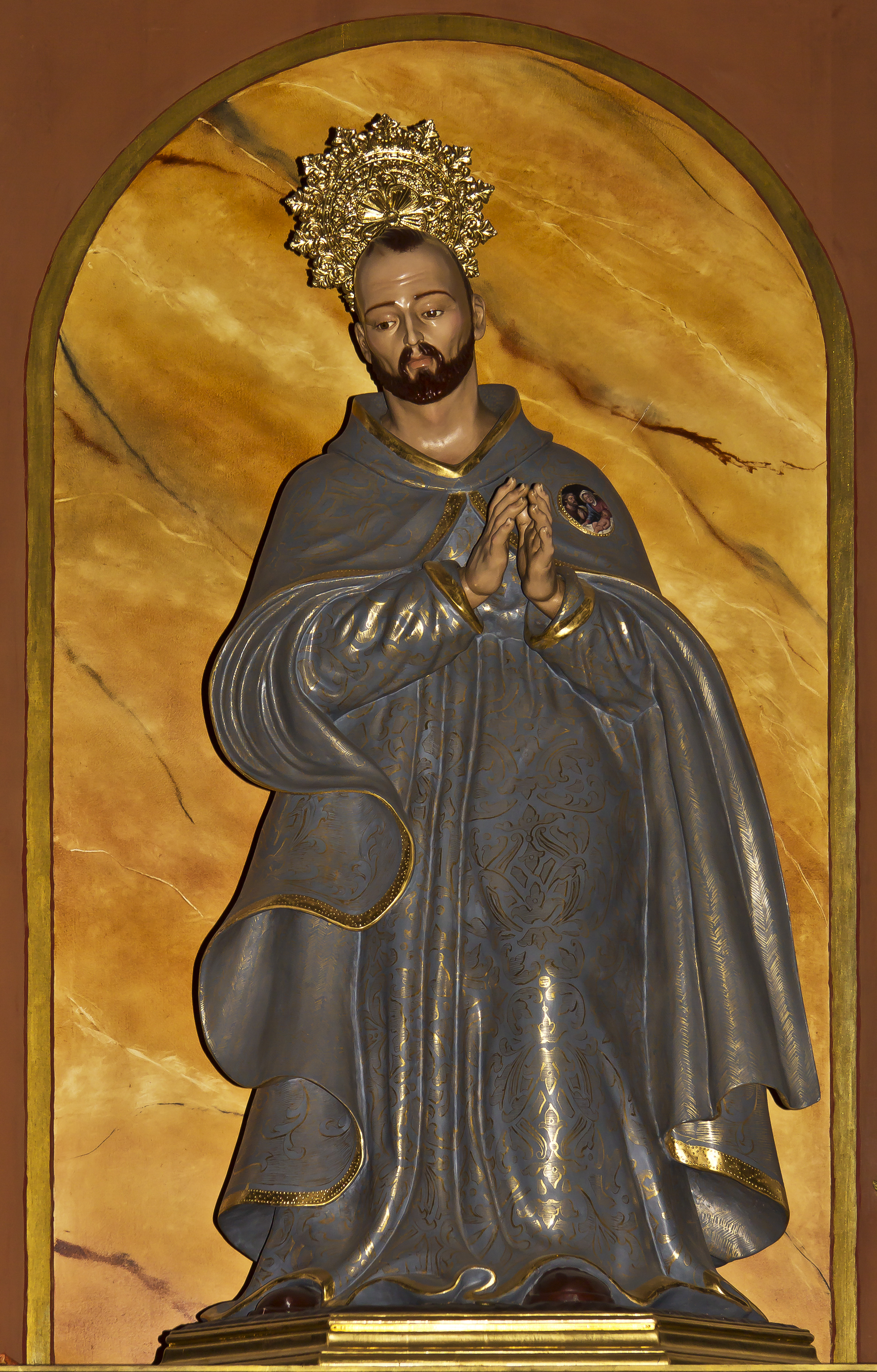
Sant Pedro de San José de Bethencourt, primo santo canario.